# Suhayl ibn Amr
Suhayl ibn ʿAmr (in arabo ﺳﻬﻴﻞ ﺑﻦ ﻋﻤﺮﻭ ﺑﻦ ﻋﺒﺪ ﺷﻤﺲ‎?, Suhayl ibn ʿAmr ibn ʿAbd Shams; La Mecca, ... – Emmaus, 639) è stato un protagonista della storia del primo Islam e uno dei principali uomini politici dei Quraysh della Mecca, conosciuto come il miglior oratore (khatīb) della tribù, oltre che sayyid del clan dei B. ʿĀmir. La sua kunya era Abū Yazīd.

## Biografia
Prima della sua conversione all'Islam, Suhayl (che apparteneva al clan dei Banū ʿAbd Shams, imparentato a Maometto ma a lui per lo più ostile) fu inviato in rappresentanza dei pagani B. Quraysh per condurre le trattative con Maometto a Hudaybiyya.

Anni prima proprio Suhayl aveva rifiutato di concedere la propria protezione al Profeta dopo la morte di Abū Ṭālib e un analogo rifiuto da parte del sayyid del clan materno dei B. Zuhra, Akhnas ibn Shariq.

Maometto, alla guida di un gran numero di uomini vestiti da pellegrini (ma completamente armati) s'era diretto alla volta della città natale con l'intenzione ufficiale di prender parte ai riti della ʿumra, che aveva luogo ogni mese di rajab.
Le grandi doti diplomatiche di Suhayl riuscirono a convincere però Maometto a firmare il famoso Accordo di al-Hudaybiyya e a scansare nell'immediato l'esplodere di una cruenta guerra civile. Il pellegrinaggio da parte musulmana fu rimandato all'anno successivo e le truppe dei musulmani (Ansar e Muhājirūn tornarono perciò a Medina.
Dopo la conquista della Mecca (630) si dice che egli abbracciasse, non si sa se perché costretto dagli eventi o per sincera convinzione, la fede islamica.
Tornò a usare le sue grandi doti oratorie e la sua capacità persuasiva nei drammatici momenti successivi alla morte di Maometto, quando anche musulmani illustri e di più antica fede vacillarono psicologicamente sotto l'impatto emotivo della scomparsa del loro profeta.
Partecipò alla Battaglia del Yarmuk contro i Bizantini in Siria. A seguito della conquista arabo-islamica della regione del bilād al-Shām, decise di restare con la sua famiglia nell'area, anziché tornare alla Mecca.
Morì nel 639 di peste nel piccolo centro di ʿAmwās (Emmaus), presso Gerusalemme.